# Mantenimiento

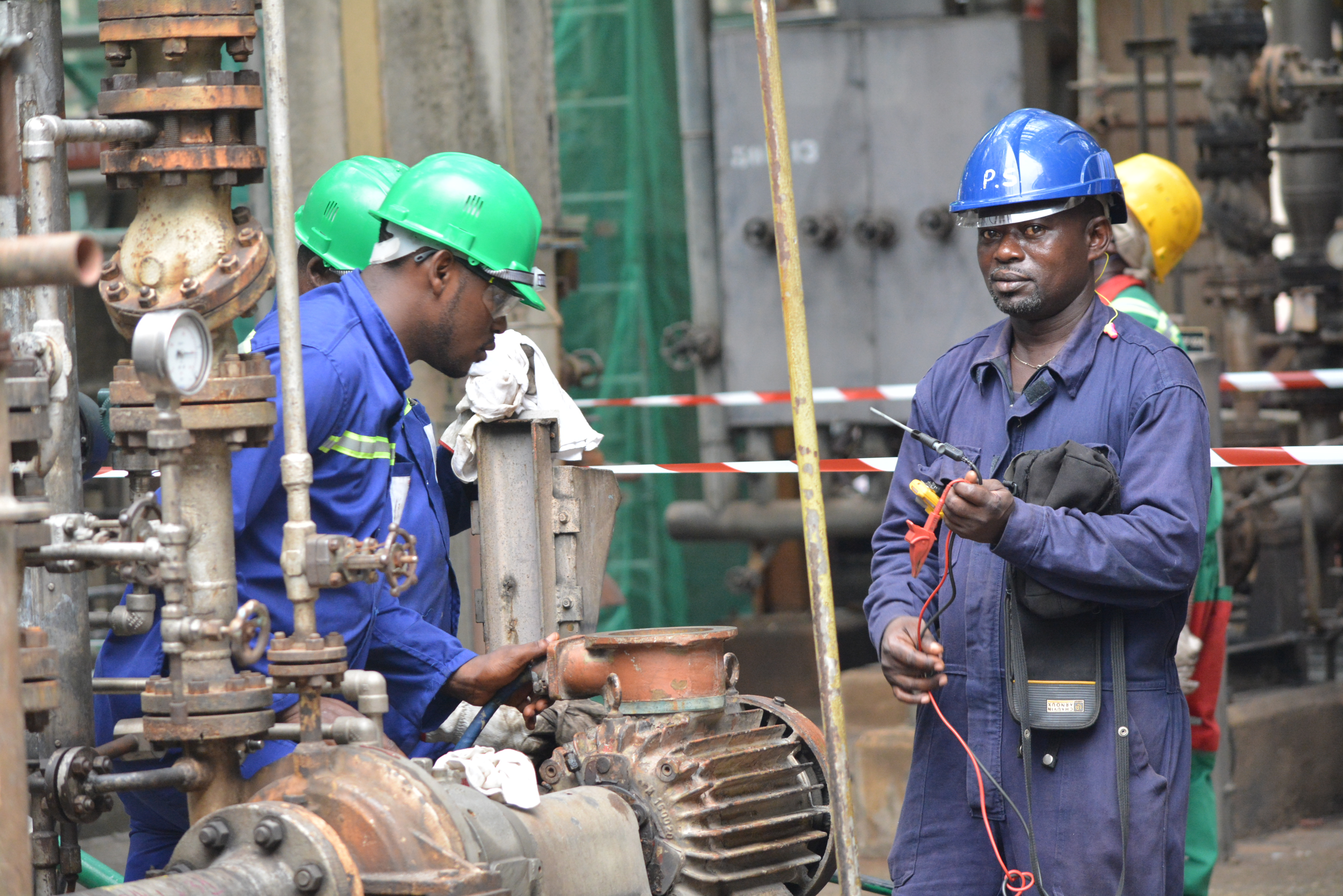
Mantenimiento por mecánicos en una refinería de petróleo de Camerún.

Se define el mantenimiento como todas las acciones que tienen como objetivo preservar un artículo o restaurarlo a un estado en el cual pueda llevar a cabo alguna función requerida. Estas acciones incluyen la combinación de las acciones técnicas y administrativas correspondientes. En las ramas de la Ingeniería algunas especializaciones son: Ingeniería en mantenimiento industrial e Ingeniería en mantenimiento aeronáutico.
El mantenimiento de maquinarias suele llevarse a cabo por mecánicos.

## Ingeniería
En la industria y la ingeniería, el concepto de mantenimiento tiene los siguientes significados:
1. Cualquier actividad – como comprobaciones, mediciones, reemplazos, ajustes y reparaciones— necesaria para mantener o reparar una unidad funcional de forma que esta pueda cumplir sus funciones.
2. Para materiales: mantenimiento
- Todas aquellas acciones llevadas a cabo para mantener los materiales en una condición adecuada o los procesos para lograr esta condición. Incluyen acciones de inspección, comprobaciones, clasificación, reparación, etc.
- Conjunto de acciones de provisión y reparación necesarias para que un elemento continúe cumpliendo su cometido.
- Rutinas recurrentes necesarias para mantener unas instalaciones (planta, edificio, propiedades inmobiliarias, etc.) en las condiciones adecuadas para permitir su uso de forma eficiente, tal como está designado.

### Tipos de mantenimiento
En las operaciones de mantenimiento pueden diferenciarse las siguientes definiciones:
1. Mantenimiento: es el conjunto de actividades que tienen como propósito conservar o reactivar un equipo para que cumpla sus funciones.
  1. Mantenimiento de conservación: Está destinado a compensar el deterioro de equipos sufrido por el uso, de acuerdo a las condiciones físicas y químicas a las que fue sometido. En el mantenimiento de conservación pueden diferenciarse:
    1. Mantenimiento correctivo: Es el encargado de corregir fallas o desperfectos observados.
      1. Mantenimiento correctivo inmediato: Es el que se realiza inmediatamente de aparecer el desperfecto o falla, con los medios disponibles, destinados a ese fin.
      2. Mantenimiento correctivo diferido: Al momento de producirse el desperfecto o falla, se produce un paro de la instalación o equipamiento de que se trate, para posteriormente afrontar la reparación, solicitándose los medios para ese fin.
      3. Mantenimiento percusivo: Al momento de producirse el desperfecto o falla, se agrede físicamente al aparato para volverlo a poner en marcha.

    2. Mantenimiento preventivo: Dicho mantenimiento está destinado a garantizar la fiabilidad de equipos en funcionamiento antes de que pueda producirse un accidente o daño por algún deterioro
      1. Mantenimiento programado: Realizado por programa de revisiones, por tiempo de funcionamiento, kilometraje, etc.
      2. Mantenimiento predictivo: Es aquel que realiza las intervenciones prediciendo el momento que el equipo quedara fuera de servicio mediante un seguimiento de su funcionamiento determinando su evolución, y por tanto el momento en el que las reparaciones deben efectuarse.
      3. Mantenimiento de oportunidad: Es el que aprovecha las paradas o periodos de no uso de los equipos para realizar las operaciones de mantenimiento, realizando las revisiones o reparaciones necesarias para garantizar el buen funcionamiento de los equipos en el nuevo periodo de utilización.

  2. Mantenimiento de actualización: Tiene como propósito compensar la obsolescencia tecnológica o las nuevas exigencias que en el momento de construcción no existían o no fueron tomadas en cuenta pero que en la actualidad sí deben serlo.

Los principales tipos de mantenimiento industrial se clasifican en correctivo, preventivo y predictivo. Esta clasificación es utilizada en normas internacionales como la ISO 17359, que establece directrices para la monitorización y diagnóstico de máquinas.

## Software de gestión de mantenimiento y reparación
Esto es especialmente relevante en industrias como la aeroespacial, instalaciones militares, grandes complejos industriales o navieras. Una de las funciones de este software es la configuración de un conjunto de materiales, haciendo listados de las partes correspondiente a ingeniería y a manufactura y actualizándolas de “entregadas” a “mantenidas” y finalmente a “utilizadas”. Otra función es la planificación de proyectos logísticos, como por ejemplo la identificación de los elementos críticos de una lista que deben ser llevados a cabo (inspección, diagnóstico, localización de piezas y servicio) y el cálculo de tiempos de respuesta.
Otras tareas que este software puede gestionar son:
- Planificación de proyectos,
- Gestión de la ejecución de proyectos
- Gestión de activos (partes, herramientas e inventario de equipos)
- Gestión del conocimiento en temas como:
  - Histórico de mantenimiento
  - Número de serie de partes y material
  - Datos sobre fiabilidad: tiempo medio entre fallos y tiempo medio entre cambios
  - Documentación y mejores prácticas (Best Practices) sobre mantenimiento
  - Documentos sobre garantías

Muchas de estas tareas se encuentran ya gestionadas por la gestión de mantenimiento asistido por computadora.
- Software de gestión de mantenimiento y reparación
- Mantenimiento Correctivo